# The Integrity of Joseph Chambers
The Integrity of Joseph Chambers ist ein Filmdrama von Robert Machoian, das im Juni 2022 beim Tribeca Film Festival seine Premiere feierte.

## Handlung
Joe ist der Vater von zwei kleinen Kinder und der Ehemann von Tess. Sie leben auf dem Land. Eines Morgens steht er noch vor Tagesanbruch auf und beschließt, alleine auf die Hirschjagd zu gehen, sehr zu Tess’ Unzufriedenheit, die es für eine unverantwortliche Idee hält, es den exzentrischen Überlebenskünstlern gleichzutun. Joe leiht sich dennoch von ihrem Nachbarn ein Gewehr und macht sich auf den Weg. Die Sonne geht gerade auf, als er einen Berg hinauffährt und den Wald erreicht. Ganz allein in der Wildnis muss er die Erfahrung machen, dass es gar nicht so leicht ist, Tiere zu jagen. Es kommt zu einem tragischen Jagdunfall.

## Produktion

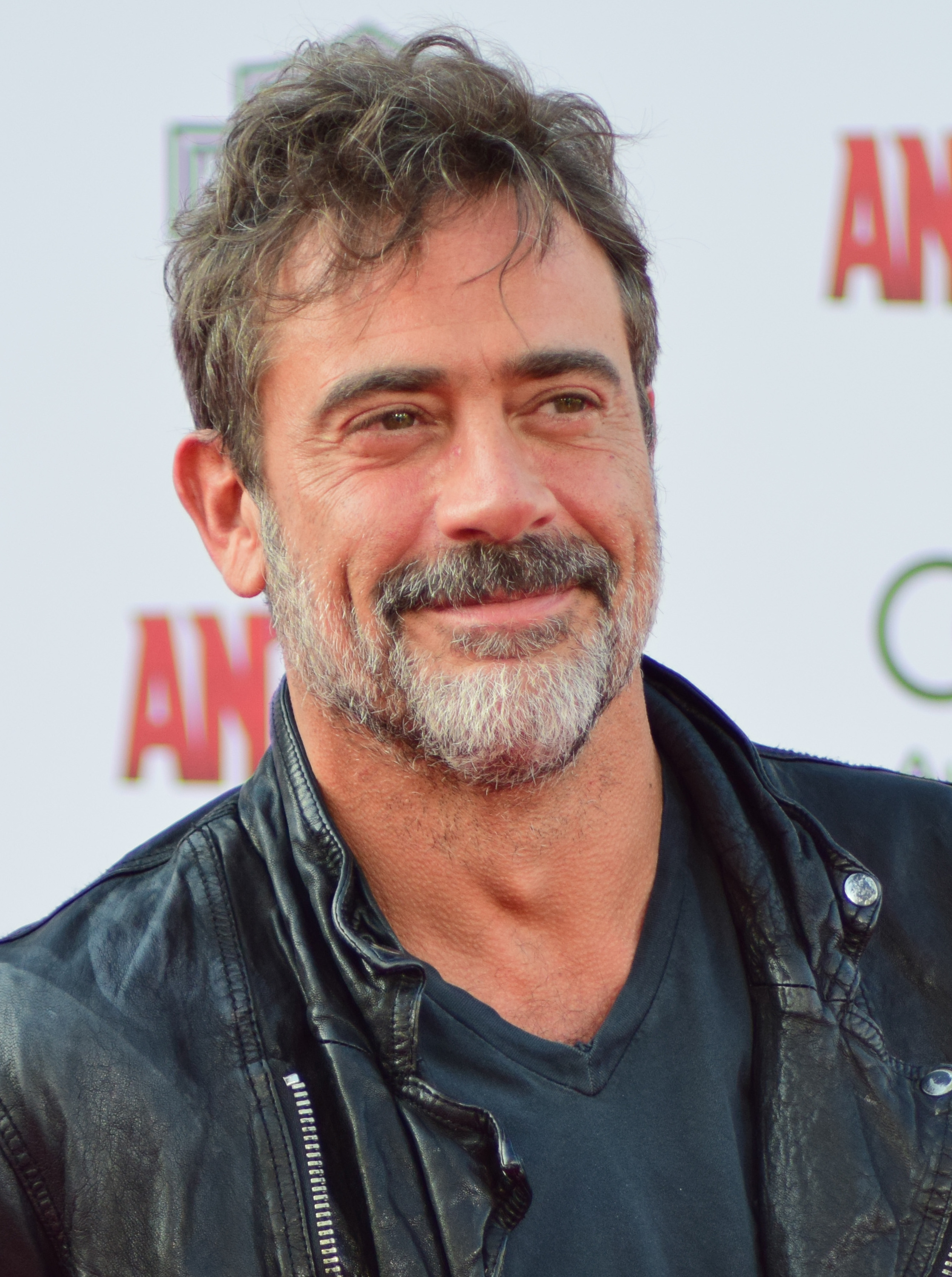
Jeffrey Dean Morgan spielt den Police Chief

Regie führte Robert Machoian, der auch das Drehbuch schrieb. Es handelt sich um seinen fünften Spielfilm als Regisseur. Die Filmmusik komponierte William Ryan Fritch der zuletzt für Bull von Annie Silverstein, Freeland von Mario Furloni und Kate McLean und The Game von Ana Lazarevic tätig war. Er ist Mitglied der Sole and the Skyrider Band.
Clayne Crawford, der Joe spielt, war bereits in Machoians Filmdrama The Killing of Two Lovers in der männlichen Hauptrolle zu sehen. Jordana Brewster spielt seine Ehefrau Tess. In weiteren Rollen sind Jeffrey Dean Morgan als Police Chief und Michael Raymond-James als Lone Wolf zu sehen. Carl Kennedy spielt Doug, und Charline St. Charles ist in der Rolle von Francine zu sehen.
Die Dreharbeiten wurden im Dezember 2020 in Alabama begonnen. Als Kameramann fungierte Oscar Ignacio Jiménez.
Die Premiere erfolgte am 9. Juni 2022 beim Tribeca Film Festival. Im August 2022 wurde er beim Melbourne International Film Festival, im Oktober 2022 beim Montclair Film Festival und im November 2022 beim Exground Filmfest Wiesbaden gezeigt.

## Rezeption

### Kritiken
Von den bei Rotten Tomatoes aufgeführten Kritiken sind 91 Prozent positiv bei einer durchschnittlichen Bewertung mit 7,3 von 10 möglichen Punkten.

### Auszeichnungen
Tribeca Film Festival 2022
- Nominierung im US Narrative Competition